# 열강 사커
열강 사커는 초콜렛엔터테인먼트에서 개발하고 엠게임에서 서비스하는 캐주얼 게임이다.

## 게임 개요
열혈강호 사커는 캐주얼 무협 축구 게임이다. 열혈강호 온라인’의 브랜드를 활용, 캐릭터는 물론 문파, 무공, 무예 속성 등 무협적인 요소와 고유한 축구의 재미를 결합시켰다.

## 맵
- 중원 : 사막 한 가운데 펼쳐진 거대한 도시 중원의 ‘모래’ 경기장
- 삥의 고향 : 고요한 얼음 바다 위에 떠있는 천연의 빙하 경기장
- 북해빙궁 : 세외 4대 세력 중의 하나인 북해빙궁의 거대한 지하 경기장